# Krásny Brod
Krásny Brod (rusiń. Красный Брід, Krasnyj Brid) – wieś (obec) na Słowacji, w kraju preszowskim, w powiecie Medzilaborce. Miejscowość położona jest w historycznym kraju Zemplin. Lokowana w roku 1557.